# 泗阳县人民医院
泗阳县人民医院，是中华人民共和国江苏省的一所医院，为二级乙等医院，位于泗阳县众兴镇众兴路79号。

## 规模
泗阳县人民医院总床位337张，日门诊量569人次。